# 녬부쿠주

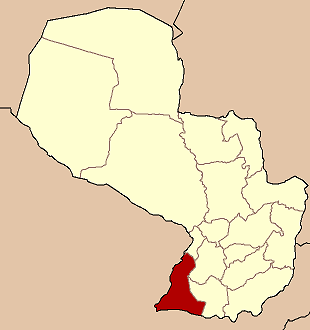
녬부쿠 주의 위치

녬부쿠주(스페인어: Departamento de Ñeembucú)는 파라과이 남서부에 위치한 주로 주도는 필라르이며 면적은 12,147km2, 인구는 82,846명(2007년 기준), 인구 밀도는 6.8명/km2이다.
북쪽으로는 센트랄 주, 동쪽으로는 파라과리 주, 미시오네스 주와 접하며 남쪽과 서쪽으로는 아르헨티나와 국경을 접한다. 16개 현을 관할한다.

주기